# Густав фон Альвенслебен
Густав фон Альвенслебен (нім. Gustav von Alvensleben; 30 вересня 1803, Айхенбарлебен, Королівство Пруссія — 30 червня 1881, Гернроде, Німецька імперія) — прусський і німецький воєначальник, генерал від інфантерії (1870). Брат генерала Константина фон Альвенслебена.

## Біографія
Народився у дворянській родині, син підполковника прусської армії. Два його брати Вернер і Константин також стали військовими і дослужилися до звання генерала.
У 1821 році закінчив Берлінський кадетський корпус, після чого у званні підпоручика служив в Александрівському лейб-гвардійському полку. Із 1847 року служив у Великому Генеральному штабі. Учасник придушення революції 1848—1849 років у Німеччині — у званні майора був начальником штабу корпусу прусської армії який придушував революцію у Бадені. Із 1850 року — начальник штабу 8-го армійського корпусу. Із 1858 року — генерал-майор. Із 1861 року — генерал-ад'ютант прусського короля Вільгельма I. У 1863 році як представник Пруссії їздив до Санкт-Петербурга для обговорення з російським урядом спільних заходів з придушення Польського повстання і уклав з російським урядом спеціальну конвенцію. Із 1865 року — генерал-лейтенант.
Під час австро-прусської війни 1866 року служив у королівській ставці. Із 1868 року — генерал від інфантерії. Під час французько-прусської війни 1870—1871 років — командир 4-го армійського корпусу, учасник битви при Седані та облоги Парижа.
Із 1872 року — у відставці.

## Нагороди
- Орден Святої Анни 3-го і 1-го ступеня (Російська імперія)
- Орден Святого Йоанна (Бранденбург), лицар справедливості
- Хрест «За вислугу років» (Пруссія)
- Орден Святого Станіслава 2-го ступеня (Російська імперія)
- Орден Церінгенського лева, командорський хрест 1-го класу з мечами (1849)
- Орден Військових заслуг Карла Фрідріха, лицарський хрест (1849)
- Орден Червоного орла
  - 4-го класу з мечами (1849)
  - 3-го класу з мечами на кільці
  - 2-го класу з дубовим листям і мечами на кільці
  - 1-го класу з дубовим листям і мечами на кільці
  - великий хрест з дубовим листям і мечами на кільці (18 липня 1871)
- Королівський угорський орден Святого Стефана, командорський хрест (Австро-Угорщина; 1859)
- Орден дому Саксен-Ернестіне
  - командорський хрест 1-го класу (січень 1961)
  - великий хрест
- Королівський орден дому Гогенцоллернів
  - лицарський хрест
  - командорський хрест із зіркою і мечами
    - хрест (1861)
    - зірка (22 березня 1863)
    - мечі (1866)
- Орден Святого Михаїла
  - командорський хрест
  - великий хрест (1864)
- Орден Альберта Ведмедя, великий хрест (18 листопада 1864)
- Орден Вюртемберзької корони, великий хрест (1864)
- Орден Леопольда (Австрія), великий хрест (Австро-Угорщина; 1864)
- Орден «За заслуги» Баварської корони (1865)
- Почесний хрест за кампанію 1866
- Орден Альберта (Саксонія), великий хрест (1867)
- Залізний хрест 2-го і 1-го класу
- Військовий орден Святого Генріха, командорський хрест 1-го класу (1870)
- Військовий орден Максиміліана Йозефа, великий хрест (18 жовтня 1870)
- Орден Святого Георгія 4-го ступеня (Російська імперія; 27 грудня 1870)
- Pour le Mérite (16 червня 1871)
- Пам'ятна військова медаль за кампанію 1870-71
- Орден Нідерландського лева, лицарський хрест
- Орден Дубового вінця (Люксембург)
  - великий офіцерський хрест
  - великий хрест
- Авіський орден, великий хрест (Португальське королівство)
- Орден Слави (Османська імперія)
- Орден Генріха Лева, великий хрест
- Орден Почесного легіону, великий офіцерський хрест (Франція)
- Орден Білого Орла (Російська імперія)
- Орден Корони (Пруссія) 4-го класу
- Орден Святого Володимира 2-го ступеня (Російська імперія)
- Орден дому Ліппе 1-го класу
- Орден Святого Олександра Невського (Російська імперія)
- Почесний хрест (Шварцбург) 1-го класу